# Miguel Muñoz
Miguel Muñoz Mozún (ur. 19 stycznia 1922 w Madrycie, zm. 16 lipca 1990 tamże) – hiszpański piłkarz występujący na pozycji pomocnika, reprezentant Hiszpanii w latach 1948–1955, trener piłkarski.

## Kariera piłkarska
Występował w wielu zespołach juniorskich z Madrytu – Escolapios, Buenavista, Pavón, Imperio FC i Girod. Później grał dla CD Logroñés, Racingu Santander i Celty Vigo. W 1948 razem z Pahiño pomógł temu klubowi w zajęciu czwartego miejsca w Primera División, strzelił także bramkę w wygranym finale Pucharze Króla przeciwko Sevilli. Po tym sezonie razem ze swoim kolegą został zakontraktowany przez działaczy Realu Madryt. Między 1948 a 1958 rozegrał 347 meczów w tym klubie. Siedmiokrotnie reprezentował Hiszpanię w międzynarodowych spotkaniach.

## Kariera trenerska
Najbardziej utytułowany trener piłkarski w tym kraju, przez większość kariery związany z Realem Madryt, z którym odniósł najwięcej sukcesów. Początkowo był trenerem rezerw Los Merengues – Plus Ultra CF – zanim w 1959 roku otrzymał posadę pierwszego szkoleniowca. Za jego kadencji Real Madryt dominował w Primera División, wygrywając ją dziewięciokrotnie. Dwa razy triumfował także w Pucharze Mistrzów. Później trenował także Granada CF (1975–76), Hércules CF (1976–77), UD Las Palmas (1976–1977) i Sevilla FC (1979–82).
Dwukrotnie powierzano mu opiekę nad reprezentacją Hiszpanii. W 1969 poprowadził ją w czterech meczach. Po przygodzie z Sevilla FC ponownie mu zaufano. Z tym szkoleniowcem La Selección dotarła do finału EURO 84 (porażka 0–2 z Francją) i ćwierćfinału Mundialu 86' (przegrana w karnych z Belgią). Po tej imprezie definitywnie ogłosił koniec kariery.

## Śmierć
Zmarł 16 lipca 1990 w wieku 68 lat. Przyczyną zgonu był krwotok spowodowany pęknięciem żylaków przełyku.

## Osiągnięcia

### Jako zawodnik
Real Madryt
- mistrzostwo Hiszpanii: 1953/54, 1954/55, 1956/57, 1957/58
- Puchar Europy: 1955/56, 1956/57, 1957/58
- Puchar Łaciński: 1955, 1957

### Jako trener
Real Madryt
- mistrzostwo Hiszpanii: 1960/61, 1961/62, 1962/63, 1963/64, 1964/65, 1966/67, 1967/68, 1968/69, 1971/72
- Puchar Króla: 1961/62, 1969/70
- Puchar Europy: 1959/60, 1965/66
- Puchar Interkontynentalny: 1960
- finał Pucharu Króla: 1959/60, 1960/61, 1967/68
- finał Pucharu Europy: 1961/62, 1963/64
- finał Pucharu Zdobywców Pucharów: 1970/71

Hiszpania
- wicemistrzostwo Europy: 1984